# Guerra Vandàlica
La Guerra Vandàlica fou un conflicte bèl·lic entre l'Imperi Romà d'Orient i el Regne Vàndal, disputat majoritàriament al territori que avui en dia és Tunísia des de mitjans del 533 fins a principis del 534. Fou la primera guerra iniciada per Justinià I per reconquerir les províncies occidentals de l'Imperi.
Els vàndals havien ocupat la província romana d'Àfrica i hi havien fundat un regne independent a la primera meitat del segle v. Durant el regnat del seu primer monarca, Genseric, la poderosa marina vàndala practicà la pirateria arreu del mar Mediterrani, saquejà Roma i el 468 vencé una enorme força invasora romana. Les relacions amb l'Imperi Romà d'Orient, la part supervivent de l'Imperi Romà des de la caiguda d'Occident, es normalitzaren després de la mort de Genseric, deixant de banda les tensions provocades pel fervor dels vàndals per l'arrianisme i la seva persecució de la població indígena, de credo nicè. El 530, el rei Hilderic, amic dels romans, fou destronat per les intrigues de palau i substituït per Gelimer, un cosí seu. Aquest cop d'estat serví de pretext a l'emperador romà d'Orient, Justinià, per interferir en els afers dels vàndals. Una vegada assegurada la seva frontera oriental amb l'Imperi Sassànida el 532, començà a preparar una expedició dirigida pel general Belisari, el secretari del qual, Procopi, és la principal font sobre el conflicte. Justinià aprofità o fins i tot instigà revoltes a Sardenya i la Tripolitània, regions perifèriques del Regne Vàndal, que desviaren l'atenció de Gelimer i l'obligaren a enviar la majoria de les seves naus i el gros del seu exèrcit a Sardenya sota el comandament del seu germà Tzazó.
Les tropes expedicionàries romanes salparen de Constantinoble a finals de juny del 533 i, després d'un viatge per mar seguint les costes de Grècia i el sud d'Itàlia, a principis de setembre desembarcaren a la costa africana a Caput Vada sense cap mena d'oposició per part d'un Gelimer totalment desprevingut. El rei vàndal reuní la seva host i s'enfrontà a l'exèrcit romà a la batalla del Desè Mil·liari, prop de Cartago, el 13 de setembre. Tot i que Gelimer estigué a punt d'encerclar i destruir els romans, Belisari aconseguí trencar les files vàndales i ocupar Cartago. Gelimer es retirà a Bul·la Règia per arreplegar les forces que li restaven, incloent-hi l'exèrcit de Tzazó, que havia tornat de Sardenya. A mitjans de desembre, el seu avanç sobre Cartago conduí a la batalla de Tricamàrum, en la qual els romans es tornaren a imposar i Tzazó caigué en combat. Gelimer fugí a una remota fortalesa de muntanya, on es feu fort fins que un bloqueig l'obligà a rendir-se un cop arribada la primavera.
Belisari tornà a Constantinoble amb el tresor reial dels vàndals i Gelimer captiu i hi fou recompensat amb un triomf, mentre que Àfrica fou reintegrada als dominis imperials en forma de la prefectura del pretori d'Àfrica. Tanmateix, l'autoritat imperial amb prou feines ultrapassava els límits de l'antic Regne Vàndal i les tribus maures de l'interior, hostils a l'imperi, no trigaren a rebel·lar-se. El conflicte amb els maures i diversos alçaments militars sacsejaren la nova província, que no fou pacificada del tot i completament sotmesa al control imperial fins al 548.

## Context

### Naixement del Regne Vàndal

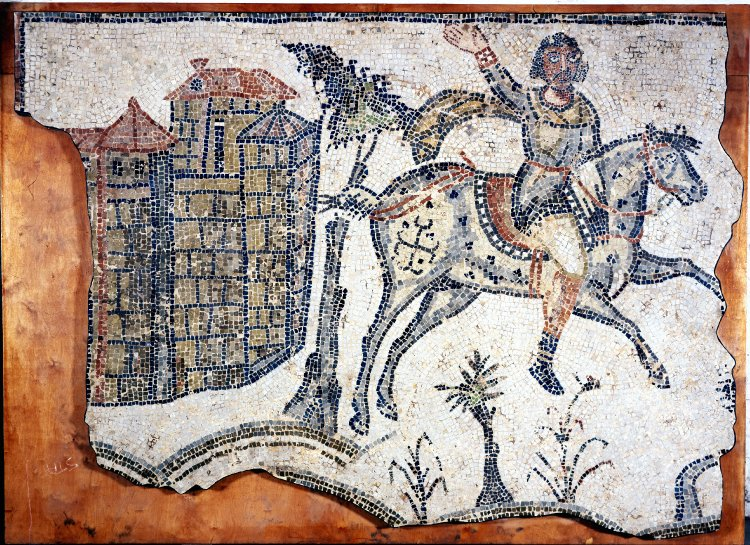
Mosaic d'un cavaller vàndal (Cartago, ca. 500)

Els vàndals, una tribu germànica aliada amb els alans, ocuparen diverses parts de la península Ibèrica durant el declivi gradual de l'Imperi Romà d'Occident a la primera meitat del segle v. A finals de la dècada del 420, el governador romà de la diòcesi d'Àfrica, Bonifaci, revoltat contra l'emperador romà d'Occident, Valentinià III (r. 425-455), demanà auxili al rei vàndal, Genseric, per plantar cara a les forces imperials. Així doncs, el maig del 429, Genseric travessà l'estret de Gibraltar amb tota la seva gent, suposadament 80.000 persones.
Quan la rebel·lió de Bonifaci va fracassar, veient que les forces romanes de la província havien estat delmades, els vàndals prengueren possessió de les terres sense oposició. El 439 ocuparen Cartago i durant els vint anys següents, Geiseric va ampliar la seva autoritat també sobre Sicília, Sardenya, Còrsega i les Illes Balears, que va conquerir gràcies al poder de la seva flota. Durant les següents dècades, les naus vàndales saquejaren les costes del Mediterrani, incloent-hi el Saqueig de Roma (455), i derrotant un intent d'invasió per part de l'Imperi Romà d'Orient, liderat per Basilisc, el 468. Aquesta derrota i l'activitat dels pirates vàndals causaven molts problemes a Constantinoble, però la seva incapacitat per preparar una campanya reeixida contra el Regne Vàndal va propiciar un període de relacions més o menys pacífiques.
Aquesta situació va canviar quan Justinià I va pujar al tron de l'imperi. Inicialment, Justinià estava molt ocupat lliurant la Guerra Ibèrica contra els perses, mentre a Cartago el rei Hilderic, es mostrava favorable a l'imperi i havia establert relacions amistoses amb Justinià I. Malgrat tot, aquesta política va trobar una forta oposició entre el seu propi poble i el 530 Hilderic fou deposat pel seu cosí, Gelimer. Justinià va veure llavors la seva oportunitat i va demanar la restauració del seu aliat, fet que Gelimer, com era de preveure, va rebutjar, donant a Justinià un pretext per preparar la invasió.

## Preparacions dels dos rivals
Justinià va escollir el millor dels seus generals, Belisari, per liderar l'expedició. El secretari d'aquest, Procopi el va acompanyar i va escriure dos llibres sobre la guerra. Procopi ens narra que el record de la fallida expedició del 468 era encara molt fort i que molts ministres, incloent Joan de Capadòcia, s'oposaren a l'empresa i intentaren dissuadir a l'emperador. Només l'església es mostrava entusiasta, ja que consideraven als Vàndals uns heretges per la seva doctrina religiosa. El nombre de la força expedicionària fou bastant moderat: 10.000 homes d'infanteria, la meitat dels quals eren Foederati, i 5.000 genets, dels que 1.500 eren els mateixos Buccel·lari de Belisari, 3.000 romans i federats, 600 huns i 400 hèruls. El transport de les forces es va fer amb una flota de 500 naus de transport, escortats per 92 dromons.
Per part dels Vàndals, Gelimer estava molt ocupat esclafant dues revoltes a Tripolitana i Sardenya. Malgrat que la revolta a Tripolitana comptava amb el suport de tropes romanes i podia representar una base pels romans a sòl africà, Gelimer la va ignorar i va enviar la millor part de la seva flota, 120 naus i 5.000 homes, liderats pel seu germà Tzazó, a reprimir la revolta de Sardenya.
Justinià va obtenir el vistiplau del Regne Ostrogot d'Itàlia per emprar els ports de Sicília com a base, així que la seva flota va salpar rumb a aquesta illa. Quan van arribar, van poder comprovar alleujats que la flota vàndala havia salpat cap a Sardenya.

## La batalla del Desè Mil·liari
Des de Sicília, la flota romana va aproximar-se a la costa africana sense oposició i el 9 de setembre desembarcava a Caput Vada (moderna Ras Kabboudia). Des d'allí, Belisari va avançar cap al nord, cap a Cartago, seguint la costa i escortat per les seves naus. Gelimer es va preparar per enfrontar-s'hi. Va assassinar Hilderic i va reunir el seu exèrcit al sud de Cartago. El seu pla consistia a emboscar als romans i rodejar-los: un contingent liderat pel seu germà Ammatas bloquejaria la marxa dels romans, 2.000 homes liderats pel seu nebot Gibamund els atacaria pel flanc esquerre i ell mateix, amb el gros del seu exèrcit, atacaria per darrere. A l'hora de la veritat, però, les tres forces vàndales fracassaren en sincronitzar els atacs. El 13 de setembre, Ammatas va topar amb els romans massa d'hora i ell mateix fou mort en una missió de reconeixement, mentre els homes de Gibamund foren interceptats per la cavalleria dels huns, que els van aniquilar. Desconeixedor d'aquests fets, Gelimer va avançar amb els seus homes, enfrontant-se amb els romans a la batalla del Desè Mil·liari, on va ser derrotat.

## Captura de Cartago

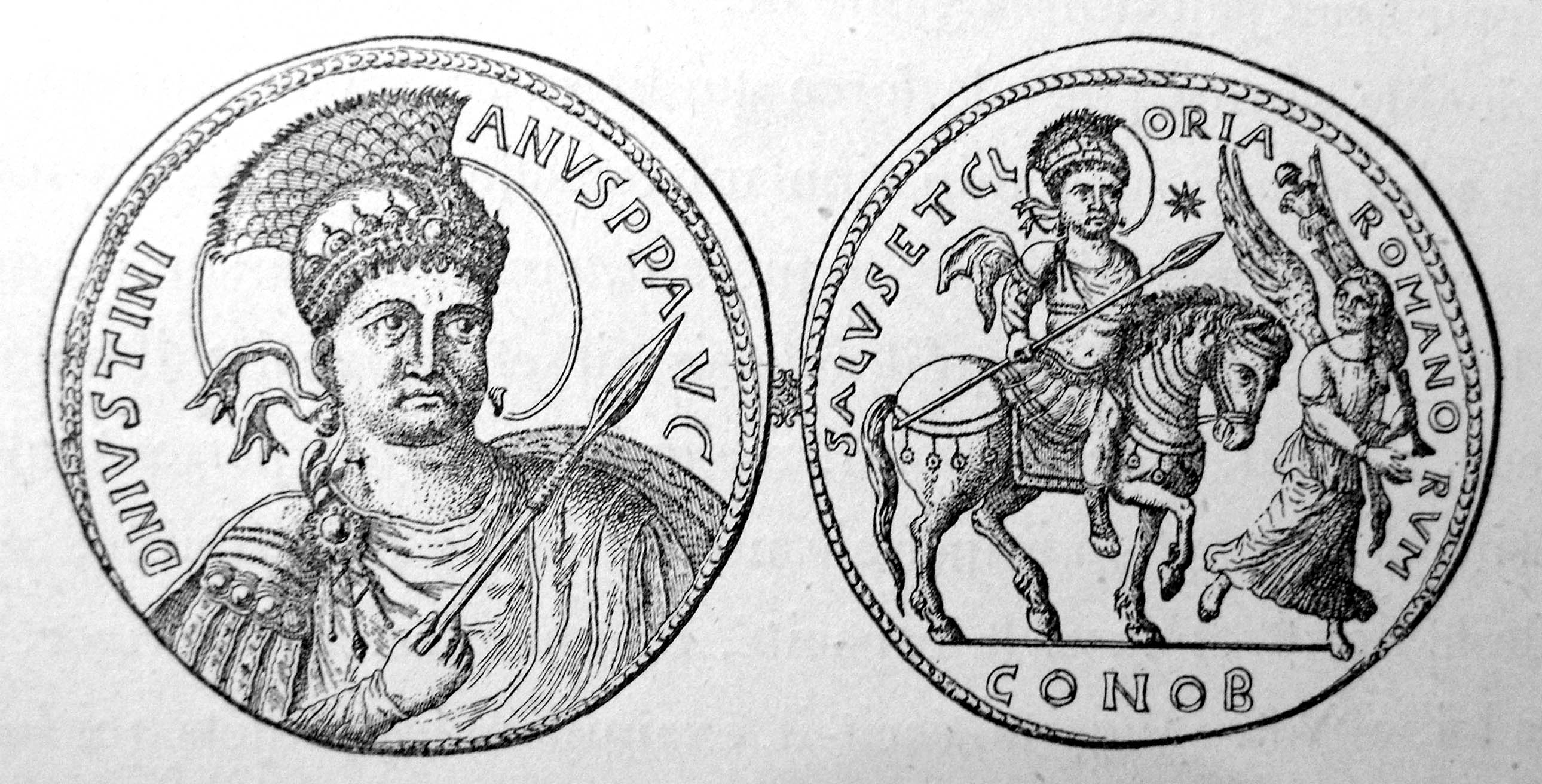
Dibuix modern d'un medalló commemoratiu de la victòria sobre els vàndals, c. 535

Gelimer, conscient de la derrota, va fugir cap a l'oest en direcció Numídia, atès que Cartago tenia les defenses en mal estat i no disposava d'homes per defensar-la. Belisari va esperar un dia per recuperar forces i l'endemà, 15 de setembre de 533, els Romans entraven a la ciutat que els reberen amb els braços oberts. Belisari, en resposta, va ordenar que els seus homes respectessin la població i no hi hagués actes de pillatge. Es va establir al palau reial dels vàndals i tot seguit va ordenar que es reparessin els murs, perquè esperava que Gelimer contraataqués aviat. De fet, Gelimer haviar ordenat al seu germà Tzazó que tornés ràpidament de Sardenya i quan es van reunir, junts van posar setge a Cartago.

## La Batalla de Tricamàrum
Mentre durava el setge, els Vàndals van aconseguir infiltrar espies per intentar comprar la lleialtat dels mercenaris huns de Belisari, però aquest es va anticipar i va decidir resoldre el conflicte per combat. Per desembre, els dos exèrcits es van enfrontar a prop del campament vàndal a Tricamàrum. La infanteria romana no va arribar al camp de batalla fins tard, quan la cavalleria ja havia decidit l'enfrontament a favor dels romans. Van carregar contra els Vàndals un cop i un altre, i en una d'aquestes ocasions van matar Tzazó. Gelimer no es va refer d'aquesta pèrdua i els seus homes foren derrotats. De nou, Gelimer fugí cap a Numídia, però el març del 534 es va rendir. En aquells temps les tropes romanes ja havien ocupat Sardenya, Còrsega, les illes Balears, Mauritània i el fort de Ceuta.

## Fets posteriors
Belisari va deixar Àfrica l'estiu del 534, portant amb ell el tresor vàndal i el rei captiu Gelimer. Entre el tresor hi havia relíquies que els mateixos Vàndals s'havien endut de Roma 80 anys abans, com la Menorà. Justinià, emulant la glòria del passat de Roma, va concedir a Belisari un triomf per la seva victòria, el primer des del 19 aC, concedit a Luci Corneli Balb Menor, i també el darrer de la història. Durant aquesta celebració es diu que Gelimer, mirant a l'emperador, va dir la cita "Vanitat de vanitats, és sempre vanitat".
La fàcil victòria sobre un poble temut i ferotge com els Vàndals va reforçar les aspiracions de Justinià de retornar a l'Imperi la seva antiga esplendor, com és evident en el preàmbul de la llei respecte a l'organització administrativa de les noves províncies:
| « | Els nostres predecessors no mereixien aquest favor de Déu, atès que no només no se'ls permeté alliberar Àfrica, sinó que a més a més van veure Roma capturada pels vàndals, i totes les insígnies imperials preses d'allí a Àfrica. Ara, però, Déu en la seva pietat, no només ha entregat Àfrica en les nostres mans, sinó també les insígnies imperials, que havent estat preses durant la captura de Roma, Ell ens ha retornat. | » |

## Restauració de l'autoritat romana a Àfrica
L'abril del 534, l'antic sistema provincial romà i tot l'aparell administratiu romà es va restaurar sota un Prefecte del Pretori. Durant els anys següents, sota Salomó, qui va combinar els càrrecs de magister militum i prefecte del pretori d'Àfrica, l'autoritat romana es va reforçar, lluitant constantment contra les tribus mores de l'interior. Salomó va obtenir victòries importants sobre ells, però gairebé va perdre el control de la província quan va esclatar un motí general entre les seves tropes, que va haver de ser esclafat per Germà (nebot de Justinià). Malgrat tot, Salomó morí anys més tard a la batalla de Cíl·lium contra els moros, el 544. No va ser fins al 548 quan la resistència dels maures fou finalment vençuda pel general romà d'Orient Joan Troglita. La província va entrar en un període d'estabilitat i prosperitat i es va organitzar com un Exarcat d'Àfrica el 584. Fins i tot, sota el comandament d'Heracli, les tropes d'Àfrica rescataren l'imperi en deposar el tirà Flavi Focas i en derrotar els sassànides i els àvars.